# Lijst van rijksmonumenten in Den Oever
De Noord-Hollandse plaats Den Oever telt 25 inschrijvingen in het rijksmonumentenregister. Hieronder een overzicht. 
Voor een overzicht van alle beschikbare afbeeldingen zie de categorie Rijksmonumenten in Hollands Kroon op Wikimedia Commons.
| Object                                                                       | Oorspronkelijke functie?  | Bouwjaar  | Architect       | Locatie                                 | Coördinaten?                 | Nr.?   | Afbeelding                                                                    |
| ---------------------------------------------------------------------------- | ------------------------- | --------- | --------------- | --------------------------------------- | ---------------------------- | ------ | ----------------------------------------------------------------------------- |
| De Hoop                                                                      | Industrie- en poldermolen | 1675      |                 | Hofstraat 57                            | 52° 56' 5" NB, 5° 1' 43" OL  | 38930  | Meer afbeeldingen                                                             |
| Stelling bij Den Oever: Tankhindernis                                        | Versperring               | 1932-1936 |                 | de Afsluitdijk                          | 52° 56' 23" NB, 5° 3' 6" OL  | 510362 | Upload foto                                                                   |
| Stelling bij Den Oever: Kazemat I (enkele mitrailleurkazemat)                | Kazemat                   | 1933      |                 | de Afsluitdijk (bij)                    | 52° 56' 23" NB, 5° 3' 6" OL  | 510363 | Upload foto                                                                   |
| Stelling bij Den Oever: Kazemat II (enkele mitrailleurkazemat)               | Kazemat                   | 1933      |                 | de Afsluitdijk (bij)                    | 52° 56' 20" NB, 5° 3' 9" OL  | 510364 | stelling 02 Stelling bij Den Oever: Kazemat II(enkele mitrailleurkazemat)     |
| Stelling bij Den Oever: Kazemat VIII (enkele mitrailleurkazemat)             | Kazemat                   | 1932-1936 |                 | de Afsluitdijk (bij)                    | 52° 56' 20" NB, 5° 3' 9" OL  | 510365 | Upload foto                                                                   |
| Stelling bij Den Oever: Kazemat XII (enkele mitrailleurkazemat)              | Kazemat                   | 1932      |                 | de Afsluitdijk (bij)                    | 52° 54' 41" NB, 4° 59' 4" OL | 510366 | Upload foto                                                                   |
| Stelling bij Den Oever: Kazemat IX (driedubbele mitrailleurkazemat)          | Kazemat                   | 1933      |                 | de Afsluitdijk (bij)                    | 52° 54' 41" NB, 4° 59' 4" OL | 510367 | Upload foto                                                                   |
| Stelling bij Den Oever: Kazemat X (driedubbele mitrailleurkazemat)           | Kazemat                   | 1933      |                 | de Afsluitdijk (bij)                    | 52° 55' 57" NB, 5° 2' 45" OL | 510368 | stelling 10 Stelling bij Den Oever: Kazemat X(driedubbele mitrailleurkazemat) |
| Stelling bij Den Oever: Kazemat V (enkele mitrailleurkazemat met zoeklicht)  | Kazemat                   | 1934      |                 | de Afsluitdijk (bij)                    | 52° 56' 23" NB, 5° 3' 6" OL  | 510369 | Upload foto                                                                   |
| Stelling bij Den Oever: Kazemat VI (enkele mitrailleurkazemat met zoeklicht) | Kazemat                   | 1934      |                 | de Afsluitdijk (bij)                    | 52° 56' 20" NB, 5° 3' 9" OL  | 510370 | Upload foto                                                                   |
| Stelling bij Den Oever: Kazemat III (enkele kanonkazemat)                    | Kazemat                   | 1933      |                 | de Afsluitdijk (bij)                    | 52° 56' 23" NB, 5° 3' 6" OL  | 510371 | Upload foto                                                                   |
| Stelling bij Den Oever: Kazemat IV (dubbele kanonkazemat)                    | Kazemat                   | 1934      |                 | de Afsluitdijk (bij)                    | 52° 56' 20" NB, 5° 3' 9" OL  | 510372 | Upload foto                                                                   |
| Stelling bij Den Oever: VII (luchtdoelremise)                                | Bomvrij militair object   | 1933      |                 | de Afsluitdijk (bij)                    | 52° 56' 20" NB, 5° 3' 9" OL  | 510373 | Upload foto                                                                   |
| Stelling bij Den Oever: XI (luchtdoelremise)                                 | Bomvrij militair object   | 1932      |                 | de Afsluitdijk (bij)                    | 52° 56' 3" NB, 5° 2' 33" OL  | 510374 | Upload foto                                                                   |
| Stelling bij Den Oever: XII (machinekamer en hulpverbandplaats)              | Industrie                 | 1932-1936 |                 | de Afsluitdijk (bij)                    | 52° 56' 5" NB, 5° 2' 33" OL  | 510375 | stelling 12 Stelling bij Den Oever: XII(machinekamer en hulpverbandplaats)    |
| Stelling bij Den Oever: Machinegebouw A                                      | Industrie                 | 1932-1936 |                 | de Afsluitdijk (bij)                    | 52° 56' 23" NB, 5° 3' 6" OL  | 510376 | Upload foto                                                                   |
| Stelling bij Den Oever: Machinegebouw B                                      | Industrie                 | 1932-1936 |                 | de Afsluitdijk (bij)                    | 52° 56' 16" NB, 5° 3' 9" OL  | 510377 | Upload foto                                                                   |
| Stelling bij Den Oever: Machinegebouw C                                      | Industrie                 | 1932-1936 |                 | de Afsluitdijk (bij)                    | 52° 56' 23" NB, 5° 3' 6" OL  | 510378 | Upload foto                                                                   |
| Stelling bij Den Oever: Machinegebouw D                                      | Industrie                 | 1932-1936 |                 | de Afsluitdijk (bij)                    | 52° 56' 20" NB, 5° 3' 9" OL  | 510379 | Upload foto                                                                   |
| Stelling bij Den Oever: Machinegebouw E                                      | Industrie                 | 1932-1936 |                 | de Afsluitdijk (bij)                    | 52° 56' 2" NB, 5° 2' 32" OL  | 510380 | Upload foto                                                                   |
| Stelling bij Den Oever: Machinegebouw F                                      | Industrie                 | 1932-1936 |                 | de Afsluitdijk (bij)                    | 52° 56' 3" NB, 5° 2' 33" OL  | 510381 | Upload foto                                                                   |
| Stevinsluizen                                                                | Waterkering en -doorlaat  | 1932      | D.P. Roosenburg | de Afsluitdijk (bij)                    | 52° 56' 3" NB, 5° 2' 30" OL  | 510382 | Meer afbeeldingen                                                             |
| Vuurtoren van Den Oever                                                      | Kust- en oevermarkering   | 1884      |                 | de Afsluitdijk (bij)                    | 52° 56' 7" NB, 5° 2' 32" OL  | 510383 | Meer afbeeldingen                                                             |
| Vlietermonument                                                              | Gedenkteken               | 1933      | W.M. Dudok      | op de Afsluitdijk bij hm 77,4           | 52° 58' 8" NB, 5° 6' 32" OL  | 510384 | Meer afbeeldingen                                                             |
| Peilschaalgebouw                                                             | Waterweg, werf en haven   | 1919      |                 | Havenkade, bij de Dokweg (vissershaven) | 52° 56' 14" NB, 5° 1' 51" OL | 510389 | Peilschaalgebouw                                                              |